# Église de la Trinité de Munich
Pour les articles homonymes, voir Église de la Sainte-Trinité.
L'église de la Trinité (Dreifaltigkeitskirche) est une église baroque du centre historique de Munich en Bavière située sur la Pacellistraße.

## Historique
L'église de la Trinité a été construite entre 1711 et 1718 selon les plans de Giovanni Antonio Viscardi. Elle est toujours l'église conventuelle des Carmélites de la ville. Elle se trouve à proximité de l'église Notre-Dame.
L'intérieur baroque est remarquable. Il est décoré des fresques au plafond de Côme-Damien Asam, ainsi que des œuvres de Giuseppe Ruffini, Andreas Faistenberger, Johann Baptist Straub et Johann Georg Baader.

## Galerie

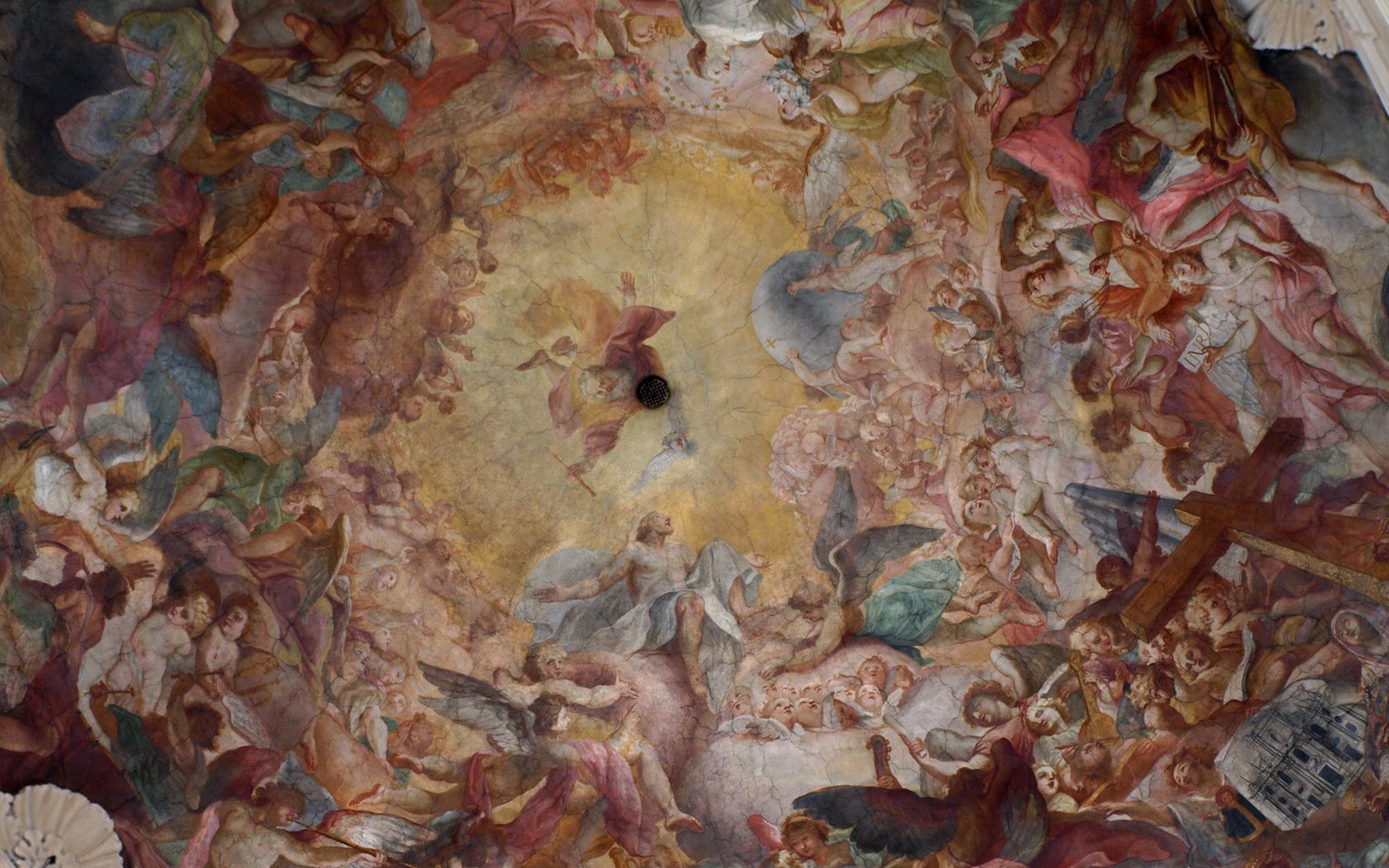
Détail de la fresque d'Asam sous la coupole
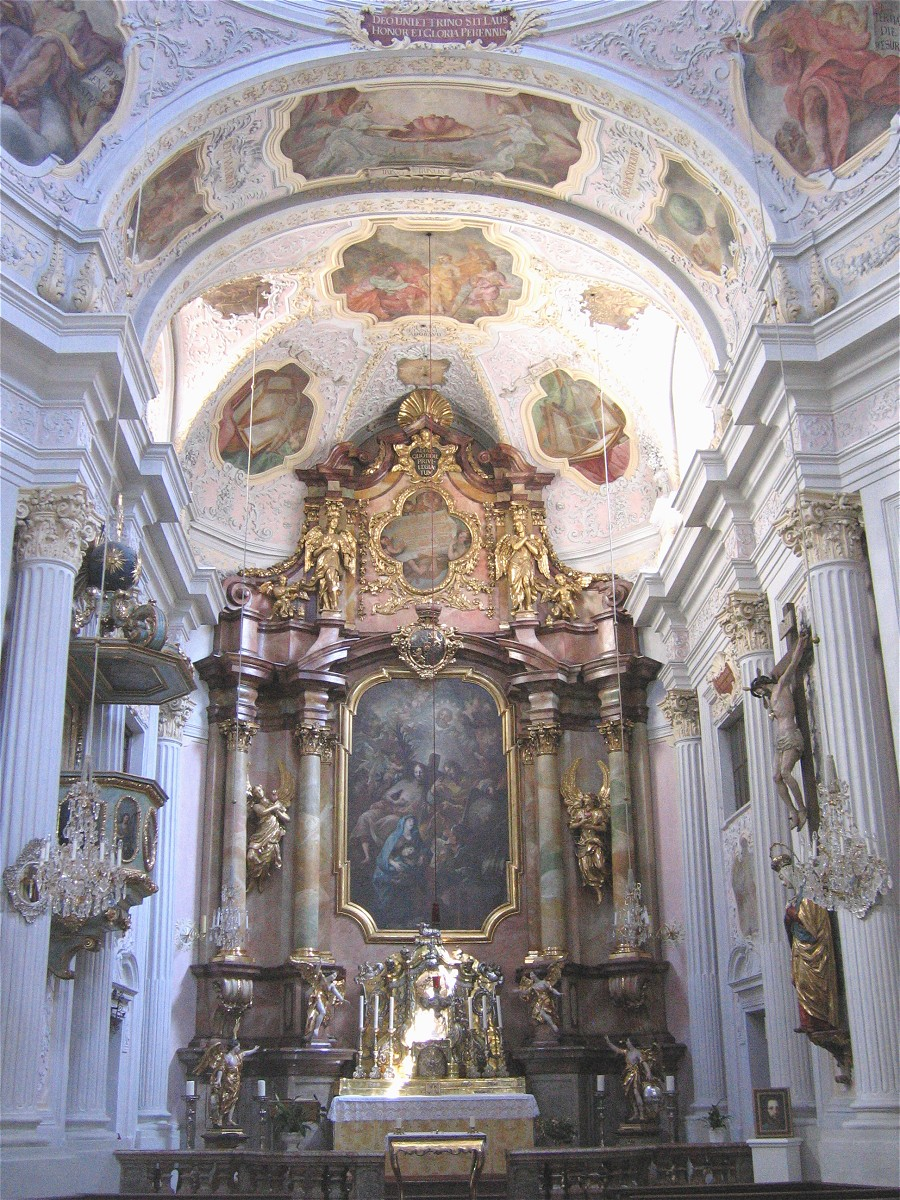
Vue du maître-autel